# Ballin'
 (février 2024).
La mise en forme du texte ne suit pas les recommandations de Wikipédia : il faut le « wikifier ».
Les points d'amélioration suivants sont les cas les plus fréquents. Le détail des points à revoir est peut-être précisé sur la page de discussion.
- Les titres sont pré-formatés par le logiciel. Ils ne sont ni en capitales, ni en gras.
- Le texte ne doit pas être écrit en capitales (les noms de famille non plus), ni en gras, ni en italique, ni en « petit »…
- Le gras n'est utilisé que pour surligner le titre de l'article dans l'introduction, une seule fois.
- L'italique est rarement utilisé : mots en langue étrangère, titres d'œuvres, noms de bateaux, etc.
- Les citations ne sont pas en italique mais en corps de texte normal. Elles sont entourées par des guillemets français : « et ».
- Les listes à puces sont à éviter, des paragraphes rédigés étant largement préférés. Les tableaux sont à réserver à la présentation de données structurées (résultats, etc.).
- Les appels de note de bas de page (petits chiffres en exposant, introduits par l'outil «  Source ») sont à placer entre la fin de phrase et le point final[comme ça].
- Les liens internes (vers d'autres articles de Wikipédia) sont à choisir avec parcimonie. Créez des liens vers des articles approfondissant le sujet. Les termes génériques sans rapport avec le sujet sont à éviter, ainsi que les répétitions de liens vers un même terme.
- Les liens externes sont à placer uniquement dans une section « Liens externes », à la fin de l'article. Ces liens sont à choisir avec parcimonie suivant les règles définies. Si un lien sert de source à l'article, son insertion dans le texte est à faire par les notes de bas de page.
- La présentation des références doit suivre les conventions bibliographiques. Il est recommandé d'utiliser les modèles {{Ouvrage}}, {{Chapitre}}, {{Article}}, {{Lien web}} et/ou {{Bibliographie}}. Le mode d'édition visuel peut mettre en forme automatiquement les références.
- Insérer une infobox (cadre d'informations à droite) n'est pas obligatoire pour parachever la mise en page.

Pour une aide détaillée, merci de consulter Aide:Wikification.
Si vous pensez que ces points ont été résolus, vous pouvez retirer ce bandeau et améliorer la mise en forme d'un autre article.
Ballin' est une chanson du producteur de disques américain Mustard et du rappeur américain Roddy Ricch. Le morceau est sorti en tant que troisième single du troisième album studio de Mustard, Perfect Ten, le 20 août 2019, bien qu'il soit disponible dès fin juin 2019. La chanson et la vidéo qui l'accompagne ont été acclamées par les critiques musicaux, le magazine Complex la nommant meilleure chanson de 2019. Elle a culminé au numéro 11 du Billboard Hot 100, marquant la chanson la plus élevée de Mustard aux États-Unis. La chanson a reçu une nomination pour la meilleure performance rap chantée aux Grammy Awards 2020, ce qui en fait la première fois que Ricch est nommé pour un Grammy et la première nomination de Mustard en tant qu'artiste,.
Plus tard en 2019, les deux ont sorti une autre collaboration, High Fashion.

## Contexte
Roddy Ricch a révélé dans une interview que la chanson avait été composée fin 2018, mais que Mustard souhaitait la conserver pour son album Perfect Ten, sur lequel il travaillait toujours. La chanson a ensuite été incluse sur l'album, sorti en juin 2019. Ricch a dit qu'il savait que la chanson était "assez dure" la première fois qu'il l'a entendue, tandis que Mustard a proclamé "ce sera celle-là".

## Composition
Ballin a un thème "de la misère à la richesse". Dans son introduction, la chanson échantillonne le top dix du groupe de filles 702 de 1997, Get It Together.
La chanson présente un "rythme doux et rebondissant", avec Roddy Ricch rappant sur son ascension dans l'industrie musicale.
Dans le premier couplet, Ricch salue son compatriote rappeur de Los Angeles, Nipsey Hussle et sa petite amie Lauren London.

## Réception critique
La chanson a été largement acclamée par les critiques musicaux. Charles Holmes du magazine Rolling Stone l'a qualifié de « chanson de l'année », tandis que Complex et Billboard l'ont tous deux nommé « morceau remarquable » de l'album,. Le magazine Pitchfork a inclus Ballin' dans sa liste des meilleures chansons rap de 2019 et l'a appelé « la pièce maîtresse de l'album sous-estimé de Mustard, Perfect Ten ». Complex l'a ensuite nommée meilleure chanson de 2019, la qualifiant de « hymne de bien-être si contagieux que vous aurez besoin d'antibiotiques juste pour arrêter de le faire revenir ».

## Performance commerciale
Ballin' est devenue la chanson la plus classée de Mustard aux États-Unis, atteignant la 11e place du Billboard Hot 100. C'était également la chanson la plus élevée de Roddy Ricch, jusqu'à ce qu'il la dépasse une semaine plus tard avec la sortie de son single The Box, qui a finalement atteint le numéro 1 du classement. Il a atteint le numéro un du palmarès des chansons rythmiques Billboard, devenant le deuxième numéro un de Mustard après Pure Water et le premier numéro un de Ricch. La chanson est également en tête du classement Rap Airplay.

## Clip
Le clip du morceau a été teasé par Mustard sur sa page Instagram le 29 septembre 2019. Le clip du morceau est finalement sorti le 2 octobre 2019 et a été acclamé par la critique,.

## Concert
Le 16 décembre 2019, Roddy Ricch a interprété la chanson en direct, aux côtés d'un orchestre de huit musiciens, au Peppermint Club de Los Angeles pour la série Trap Symphony d'Audiomack.

## Autres utilisations
La chanson peut être entendue sur Elyse's Skit,single numéro dix du premier album de Roddy Ricch, Please Excuse Me for Being Antisocial. Dans le sketch, qui est un véritable enregistrement de note vocale, la mère d'une femme nommée Elyse envoie à sa fille une note vocale, avec Ballin' en arrière-plan, tandis que la mère continue en disant « Je n'arrive pas à sortir cette foutue chanson de ma tête », la qualifiant en plaisantant de « musique inappropriée, ». Ricch a qualifié le sketch de "quelque chose de naturel".